# KOATUU
KOATUU (en ucraniano: КОАТУУ, Класифікатор об’єктів адміністративно-територіального устрою України) es un sistema de clasificación de entidades territoriales que forma parte del sistema estadístico de Ucrania. 
El código comprende 10 dìgitos, en los que:
- XX00000000: determinan el óblast, o algunos casos especiales como la república autónoma de Crimea y las ciudades de Kiev y Sebastopol.
- 00XXX00000: ciudades dependientes de óblast, subdivisiones de Crimea, raiones y distritos en las ciudades con estatuto especial.
- 00000XXX00: ciudades dependientes de un raión, asentamientos urbanos, consejos de aldea.
- 00000000XX: pueblos